# Trzy kamelie
Trzy kamelie (ang. Now, Voyager) – amerykański film z 1942 roku w reżyserii Irvinga Rappera. Ekranizacja powieści Olive Higgins Prouty.

## Fabuła
Charolette Vale jest niezbyt atrakcyjną panną w średnim wieku. Popada w załamanie nerwowe z powodu zachowań dominującej matki. Trafia do szpitala psychiatrycznego. Tam przeistacza się w elegancką, niezależną damę. Podczas rejsu do Ameryki Południowej nawiązuje romans z żonatym mężczyzną, Jerrym Durrance. Powoduje to konflikt z matką. Po odbytej kłótni z Charlotte, jej matka umiera na atak serca. Vale trafia z powrotem do sanatorium, gdzie spotyka córkę Jerry’ego, którą od tego czasu zaczyna się troskliwie opiekować.

## Obsada
- Bette Davis – Charlotte Vale
- Paul Henreid –  Jerry Durrance
- Charles Drake – Leslie Trotter
- Bonita Granville – June Vale
- Katharine Alexander – Miss Trask
- James Rennie – Frank McIntyre
- Ilka Chase – Lisa Vale
- John Loder – Elliot Livingston
- Claude Rains – dr Jaquith
- Gladys Cooper – pani Henry Windle Vale
- Mary Wickes – siostra Dora Pickford
- Franklin Pangborn – pan Thompson

## Nagrody i wyróżnienia
- Oscar za najlepszą muzykę filmową (Max Steiner)
- Nominacja do Oscara dla najlepszej aktorki pierwszoplanowej (Bette Davis)
- Nominacja do Oscara dla najlepszej aktorki drugoplanowej (Gladys Cooper)